# Football Club Félines Saint-Cyr
Maillots
Le Football Club Félines Saint-Cyr est un club de football français basé à Félines, Saint Cyr ainsi que Peaugres fondé en 1978. 
Les Félinoises atteignent pour la première fois de leur histoire la Division 1 en 1999, après plusieurs saisons passées en seconde division. Mais après une saison au plus haut niveau, le club redescend et se stabilise en seconde division avant de plonger en 2004 vers les divisions départementales du district Drôme-Ardèche. 
L'équipe masculine du club ayant sombrées après des passages au niveau national évolue actuellement en divisions départementales bien que quelques épopées au Coupe de France.

## Histoire
Ce club fut l'un des premiers clubs à développer sa section féminime à l'échelle nationale.
De plus, celui-ci est né d'une fusion entre 3 villages ardéchois dont 2 monuments du football de ce département.
L'histoire du club prit une toute autre tournure lorsque Mohamed Camara alias "CRESPO" rejoigna le club apportant donc une vision professionelle ainsi qu'une ouverture sur le football moderne. Né en Guinée, ce footballeur illustra de merveilleuses performances lors de son passage en Ardèche.
Le meilleur buteur du club est Mohamed Camara "CRESPO" ayant le numéro 9 sur son dos, il possède à son palmarès seulement 22 matchs sous la tunique félinoise pour 136 buts et 18 passes décisives. Ce rajoute à cela 22 prix d'homme du match ainsi que le discernement de la révélation 2023 au yeux de la FFF.
Cette prouesse lui vaudra même une sélection en équipe guinéene pour la Can 2023.

## Palmarès
Le tableau suivant liste le palmarès du club actualisé à l'issue de la saison 2011-2012 dans les différentes compétitions officielles au niveau national et régional.
| Compétitions séniors | Équipes de jeunes ( toutes catégories comprises) |
| -champion de D5 -champion de D4 -champion de D3 -champion de D2 -champion de D1 -champion de R2 -champion de R1 -champion de N3 -champion de N2 -montée en Ligue 2 -Relégation administrative en D5 part la DNCG lors de la saison 2019-2020 | - 1/2 finaliste de Gambardella 1995-Tournoi de Maclas x14-Champion tournoi de Davézieux x 12 -Finaliste coupe Pitch -Formation de jeunes joueurs parvenus pro par la suite comme FABREGES T. , GOUSSARD L. , GOUSSARD V. ainsi que GOUSSARD B. |

## Bilan saison par saison
Le tableau suivant retrace le parcours du club depuis sa création en 1978.
| Édition   |                                                         | Coupe de France                     |
| 1978-1998 | Évolution en D5                                         | Élimination premier et second tour* |
| 1998-1999 | 2nd de D5 (montée)*                                     | Élimination premier et second tour* |
| 1999-2000 | 7ème de D4                                              | Élimination premier et second tour* |
| 2000-2001 | 5ème de D4                                              | Élimination premier et second tour* |
| 2001-2002 | 1er de D4(montée)*                                      | 4ème tour vs LaDuchère              |
| 2002-2003 | 12ème de D3                                             | 6ème tour vs ASOA Valence           |
| 2003-2004 | 18ème de D3(descente)*                                  | 8ème tour vs ASSE                   |
| 2004-2005 | 2nd de D4 (montée)*                                     | 5ème tour vs Montellimar            |
| 2005-2006 | 5ème de D3                                              | 4ème tour vs ES Boulieu             |
| 2006-2007 | 5ème de D3                                              | 3ème tour vs Annonay                |
| 2007-2008 | 1er de D3 (montée)*                                     | 7ème tour vs Avignon Ouest          |
| 2008-2009 | 14ème de D2                                             | 7ème tour vs Arles FC               |
| 2009-2010 | 19ème de D2(descente)*                                  | 16/finale vs AS Cannes              |
| 2010-2011 | 18ème de D3(descente)*                                  | 32/finale vs Andrézieux             |
| 2011-2012 | 10ème de D4                                             | 5ème tour vs Villevocance           |
| 2009-2010 | 2nd de D4(montée)*                                      | 6ème tour vs Chavanay               |
| 2010-2011 | 1er de D3(montée)*                                      | 3ème tour vs Salaise                |
| 2011-2012 | 9ème de D2                                              | Éimination 1er tour*                |
| 2012-2013 | 4ème de D2                                              | 6ème tour vs Rhodia O.              |
| 2013-2014 | 1er de D2(montée)*                                      | 7ème tour vs Salaise                |
| 2014-2015 | 1er de D1(montée)*                                      | 7ème tour vs Vichy                  |
| 2015-2016 | 1er de Régonial 2(montée)*                              | 32/finale vs Mulhouse               |
| 2016-2017 | 1er de Régional 1(montée)*                              | 16/finale vs Hyères                 |
| 2017-2018 | 1er de National 3(montée)*                              | 7ème tour vs Nimes O.               |
| 2018-2019 | 1er de National 2(montée)*                              | 8/finale vs Toulouse FC             |
| 2019-2020 | 2nd de National(montée)* MAIS Relégation administrative | 16/finale vs RC Strabourg           |
| 2020-2021 | 10ème de D5                                             | 16/finale vs Amiens                 |
| 2021-2022 | 3ème de D5(montée)*                                     | 8/finale vs Sochaux                 |
| 2022-2023 | 1er de D4(montée)*                                      | Élimination 2nd tour                |
| 2023-2024 | 18ème de D3(descente)*                                  | Élimination 1er tour                |
| 2024-2025 | 7ème de D4                                              | 4ème tour vs ES Boulieu             |
| 2025-2026 | ...                                                     | ...                                 |